# Kosaken Kaffee
Kosaken Kaffee ist ein Likör, der Zucker, Glucose, Karamell, die Kaffeesorten („Arabica“ und „Robusta“) enthält und einen Alkoholgehalt von 26 % vol aufweist. Früher hatte der Likör einen Alkoholgehalt von 35 % vol.
Kosaken Kaffee wird pur auf Eis, mit Sahne oder als Zutat für Cocktails verwendet.

## Geschichte
Ursprünglich wurde der Likör von der Firma Heinrich Krisch KG, Preetz hergestellt, heute von der Firma Friedrich Schwarze GmbH & Co. KG. Diese gehört zu Westenhorst GmbH & Co. KG, Oelde.
In der Fernsehwerbung der 1970er Jahre mit reitenden Kosaken und dem Werbespruch „Komm Brüderchen, trink Kosaken Kaffee!“ wurde als Untermalung der Säbeltanz des Komponisten Aram Chatschaturjan verwendet.